# Готель Лютеція
48°51′05″ пн. ш. 2°19′38″ сх. д. / 48.851354310678° пн. ш. 2.3272030978076° сх. д.

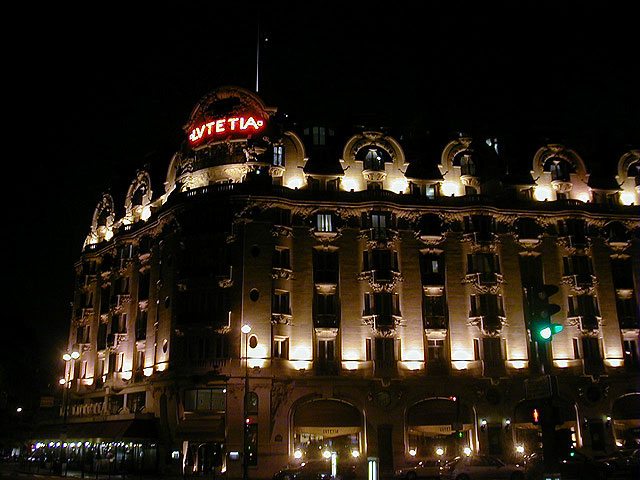
Готель Лютеція вночі

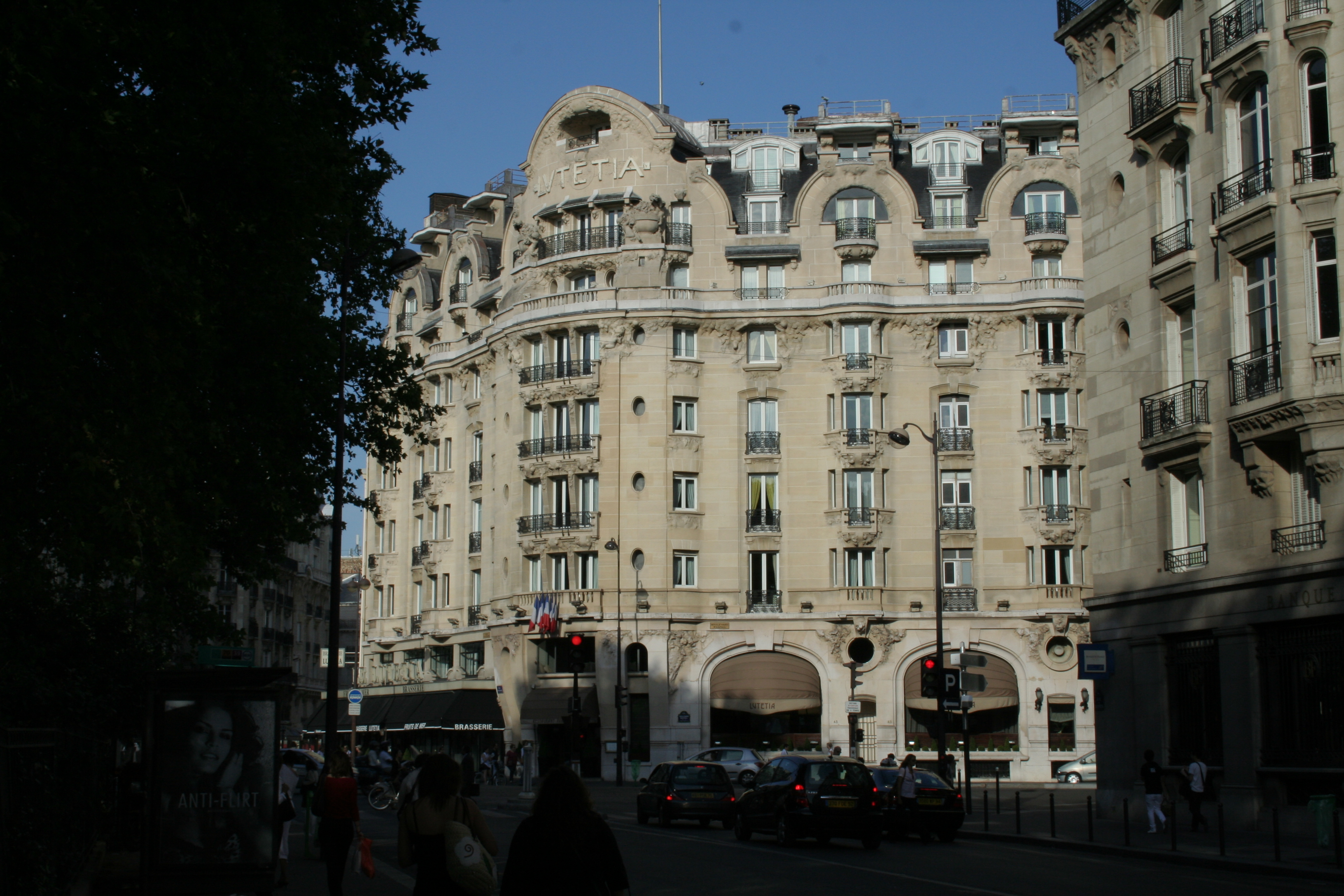
Готель Лютеція

Готель Лютеція (фр. Hôtel Lutetia) — п'ятизірковий готель із загальною місткістю 184 номерів і люксів (станом на 2018 рік) на 6 поверхів, розташований у VI окрузі Парижа в районі Notre-Dame-des-Champs, на перехресті бульвару Распай (Raspail, 51) та вулиці Севр (Rue de Sèvres), приблизно за 200 метрів від універмагу Bon Marché.
Лютеція, на честь якої названий готель, є римським прселенням на місці сучасного Парижа. Ця назва письмово засвідчена в «Записках про галльську війну» (De bello Gallico), написаних Гаєм Юлієм Цезарем.

## Архітектура
Готель був побудований в 1910 році за проєктом, відзначеним нагородою в 1908 році та був спільно підписаний архітекторами Луї-Іполітом Буало (1878—1948) і Анрі-Алексісом Тозеном (1879—1918). Фасади були розроблені Полем Бельмондо, батьком актора Жана-Поля Бельмондо. Перша розбудова була зроблена в 1913 році, а друга — в 1926 році. У 1929/1930 рр. відбулася нова перебудова. Готель «Лютеція» вважається першим готелем у стилі модерн (фр. Art nouveau) у Парижі та має бар у стилі ар-деко.
У 1985 році Соня Рікель отримала замовлення на редизайн готелю. У кімнатах на першому поверсі вона розмістила різноманітні твори мистецтва Армана та Сезара. На той час у готелі було 230 номерів, 30 з них у стилі ар-деко.
З квітня 2014 року по липень 2018 року в готелі був проведений ремонт приблизно на 200 мільйонів євро. Найкращі кухарі дому подають чудову французьку кухню, столи вишукано сервіровані.

## Історія
Наприкінці Французької Третьої республіки противники нацистської диктатури вперше зустрілися у вересні 1935 року на зустрічі в приміщенні цього готелю, що дало групі назву, яка була широко відома як коло Лютеції (пізніше Комітет з підготовки німецького народного фронту). Метою було об'єднати організації та людей різних антифашистських течій для планування та побудови єдиного народного фронту. Перша «конференція Народного фронту» зібралася 2 лютого 1936 року також в готелі Лютеція. Після останньої конференції 10 і 11 квітня 1937 року проєкт провалився через принципові розбіжності.
Під час німецької окупації Франції в роки Другої світової війни готель Лютеція був штаб-квартирою німецької контррозвідки та СС. З липня 1940 по липень 1942 року тут, у центрі управління обороною, працював відомий німецький підприємець Альфред Тепфер, пов'язаний з нацистським режимом У підвальних приміщеннях відбувалися численні знущання та жорстокі тортури учасників Опору.
Після закінчення війни готель став пунктом прийому та першим домом для вцілілих у концтаборах.

## Господарі та гості
З 1955 по 2005 рік готель належав шампанській династії Тетенже, перш ніж став власністю ізраїльтянина Альфреда Акірова (група компаній Алров).
Серед відомих гостей готелю були Теодор В. Адорно, Пабло Пікассо, Анрі Матісс, Андре Жид, Шарль де Голль,Антуан де Сент-Екзюпері, Альбер Коен, Жульєт Греко, Катрін Денев, Ізабель Юппер, Жерар Депардьє та ін.